# Пьянкова (Челябинская область)
Пьянкова — деревня в Каслинском районе Челябинской области России. Входит в состав Шабуровского сельского поселения.

## География
Находится на берегах реки Боевка, примерно в 48 км к северо-востоку от районного центра, города Касли, на высоте 182 метров над уровнем моря.

## История
Пьянкова была основана государственными крестьянами на территории Багарякской слободы в начале XVIII века. Происхождение топонима связано с фамилией одного из первых поселенцев. В период коллективизации, в конце 20-х годов XX века, в деревне был организован колхоз имени Свердлова.

## Население
| 2002 | 2010 |
| ---- | ---- |
| 9    | ↗14  |

По данным Всероссийской переписи, в 2010 году численность населения деревни составляла 14 человек (5 мужчин и 9 женщин).

## Улицы
Уличная сеть деревни состоит из 2 улиц (ул. 1 Мая и ул. Кирова).